# Dusičnan berkelitý
Dusičnan berkelitý je radioaktivní anorganická sloučenina s chemickým vzorcem Bk(NO3)3. Nejčastěji se vyskytuje ve formě tetrahydrátu Bk(NO3)3·4H2O, což je světle zelená pevná látka. Při zahřátí na 450 °C se rozkládá na oxid berkeličitý.

## Příprava a využití
Dusičnan berkelitý vzniká reakcí kovového berkelia, hydroxidu berkelitého nebo chloridu berkelitého s kyselinou dusičnou. Sloučenina nemá žádné komerční využití, ale byla využita při syntéze prvku tennessinu. Vodný roztok dusičnanu berkelitého byl nanesen na titanovou fólii a byl bombardován atomy vápníku-48, čímž vznikal prvek tennessin. Dusičnan berkelitý se také využívá ke tvorbě sloučenin pětimocného berkelia z molekuly BkO2(NO3) -
2 , která obsahuje berkelium v oxidačním stavu +5.